# نيكولا دوفيدان
نيكولا دوفيدان (بالألمانية: Nikola Dovedan)‏(ولد في 6 يوليو 1994) هو لاعب كرة قدم نمساوي يلعب مع نادي هايدنهايم.

## انظر ايضاً
- روبيرت جلاتزل
- دومينيك وايدمان
- تيمو بيرمان

## روابط خارجية
- نيكولا دوفيدان على موقع اتحاد تركيا (لاعب) (الإنجليزية)
- نيكولا دوفيدان على موقع قاعدة بيانات كرة القدم.إي يو (الإنجليزية)
- نيكولا دوفيدان على موقع Soccerway.com (الإنجليزية)
- نيكولا دوفيدان على موقع عالم كرة القدم.نت (الإنجليزية)